# Batagaj-Alyta
Batagaj-Alyta (in lingua russa Батагай-Алыта, in sacha Баатаҕай Алыыта), conosciuto anche come Sakkyryr (Саккырыр) è un villaggio di 1 817 abitanti situato nella Sacha-Jacuzia, in Russia. È situato sul fiume Ulachan-Sakkyryr (Улахан-Саккырыр). Batagaj-Alyta è il centro amministrativo del Ėveno-Bytantajskij ulus ed è stato fondato nel 1936. Vasta parte degli abitanti sono eveni e la lingua evena è insegnata nella scuola locale.
La località è servita dall'aeroporto Sakkyryr (codice ICAO UEBS)  che lo collega con Jakutsk. Non vi sono strade di collegamento aperte tutto l'anno, anche se una pista invernale conduce a Verchojansk e Batagaj. Batagaj-Alyta si trova all'interno del circolo polare artico.